# العلاقات الفرنسية المصرية
العلاقات الفرنسية المصرية هي علاقات قديمة منذ قرون و لكن الحديث عن العلاقات الكبيرة و المتداخلة يشير عادة إلى بداية فترة محمد على أو قدوم نابليون بونابرت لمصر لأنها هي الفترة الأكثر فاعلية في تاريخ العلاقات بين البلدين والثقافتين.

## العلاقات الثقافية

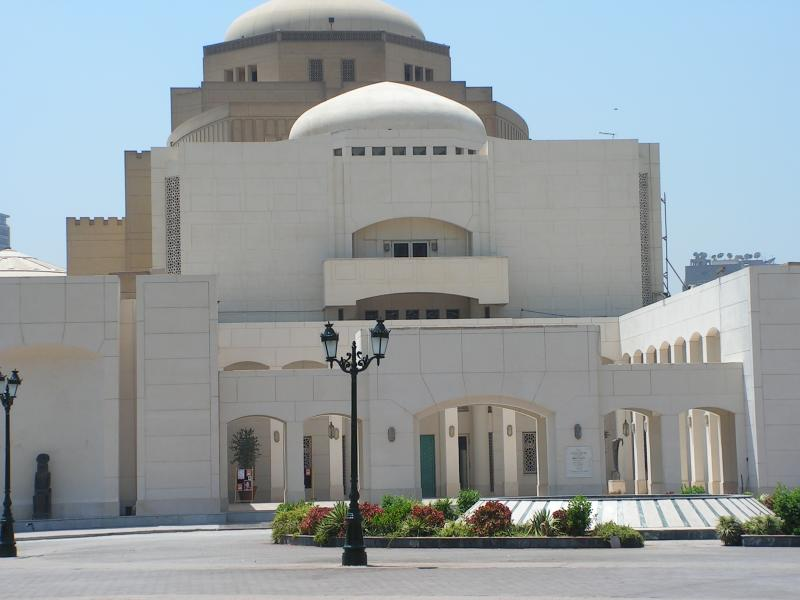
دار الأوبرا في القاهرة

لقد كان للثقافة الفرنسية تأثير كبير في الحياة المصرية بشكل عام منذ نشأة الدولة الحديثة في مصر (فترة ما بعد نابوليون وفترة محمد على)، ومن الطبيعي أن يختلف المؤرخون بشكل كبير حول تكييف وتصنيف الدور الفرنسي في مصر خصوصا في المجال الثقافي والمجتمعي ما بين من يعتبره دورا إيجابيا بشكل كبير وما بين من يعتبره دورا له العديد من الجوانب السلبية وما بين من يقف ما بين الموقفين و لكن على الكل الأحوال فالأغلبية تجمع بلاشك على أن الثقافة الفرنسية لعبت الدور الكبير في الحياة الثقافية المصرية وخصوصا منذ بدايات فترة حكم محمد علي في مصر، تعتبر فرنسا من الدول الحاضرة بشكل فعال في الحياة الثقافية المصرية و هو ما أكده السيد / أحمد غانم مؤسس البرنامج الثقافي مصر في عيون العالم في العديد من البرامج التليفزيونية و الوسائل الإعلامية المختلفة.

## مصر في عيون الفرنسيين
من المسائل التي تطرقت بشكل كبير للعلاقات الثقافية والتبادل الثقافي مع فرنسا فعاليات مصر في عيون الفرنسيين والتي هي ضمن الإطار العام للبرنامج الثقافي مصر في عيون العالم والتي يؤكد فيها البرنامج (من خلال تصريحات مؤسس البرنامج للعديد من وسائل الإعلام المصرية والأجنبية) أن التبادل الثقافي لا يجب أن يكون في إطار الدولتين فقط وإنما لابد أن تدخل في الإطار العام الدول الفرانكوفونية بشكل عام لأنه من خلالها تستطيع مصر أن تلعب دورا أكبر لأنها وبلغة واحدة يمكنها أن تخاطب حوالي 80 دولة في العالم، وهو عدد دول الفرانكوفونية وهو بالطبع يمكن ان يتيح لمصر تواجد ثقافي كبير وفعال في نطاق الدول الفرانكوفونية والتي مصر ضمن أعضائه.
وفقا لاستطلاع بي بي سي ان 36٪ من المصريين ينظر للتواجد الفرنسي بشكل إيجابي، مع 26٪ تعبر عن نظرة سلبية.

## العلاقات بين البلدين خلال فترة الحرب الباردة
في مرحلة بدايات الحرب الباردة واستقطاب الاتحاد السوفييتي لمصر، كان من الطبيعي جدا أن تتأثر العلاقات المصرية سلبا بالعديد من الدول الغربية ومنها فرنسا.

## مرحلة ما بعد خروج مصر من تحت عباءة الاتحاد السوفييتي
بعد خروج مصر من سيطرة الإستقطاب السوفييتي، شيئا فشيئا عادت العلاقات بين مصر والعديد من دول العالم الخارجي سواء في الغرب (وحتى في الخليج العربي) ومنها فرنسا وخصوصا العلاقات الثقافية بين البلدين وبشكل كبير.

## وصلات خارجية
- مصر-فرنسا sis.gov.eg